# Kirchhaus Rimbeck

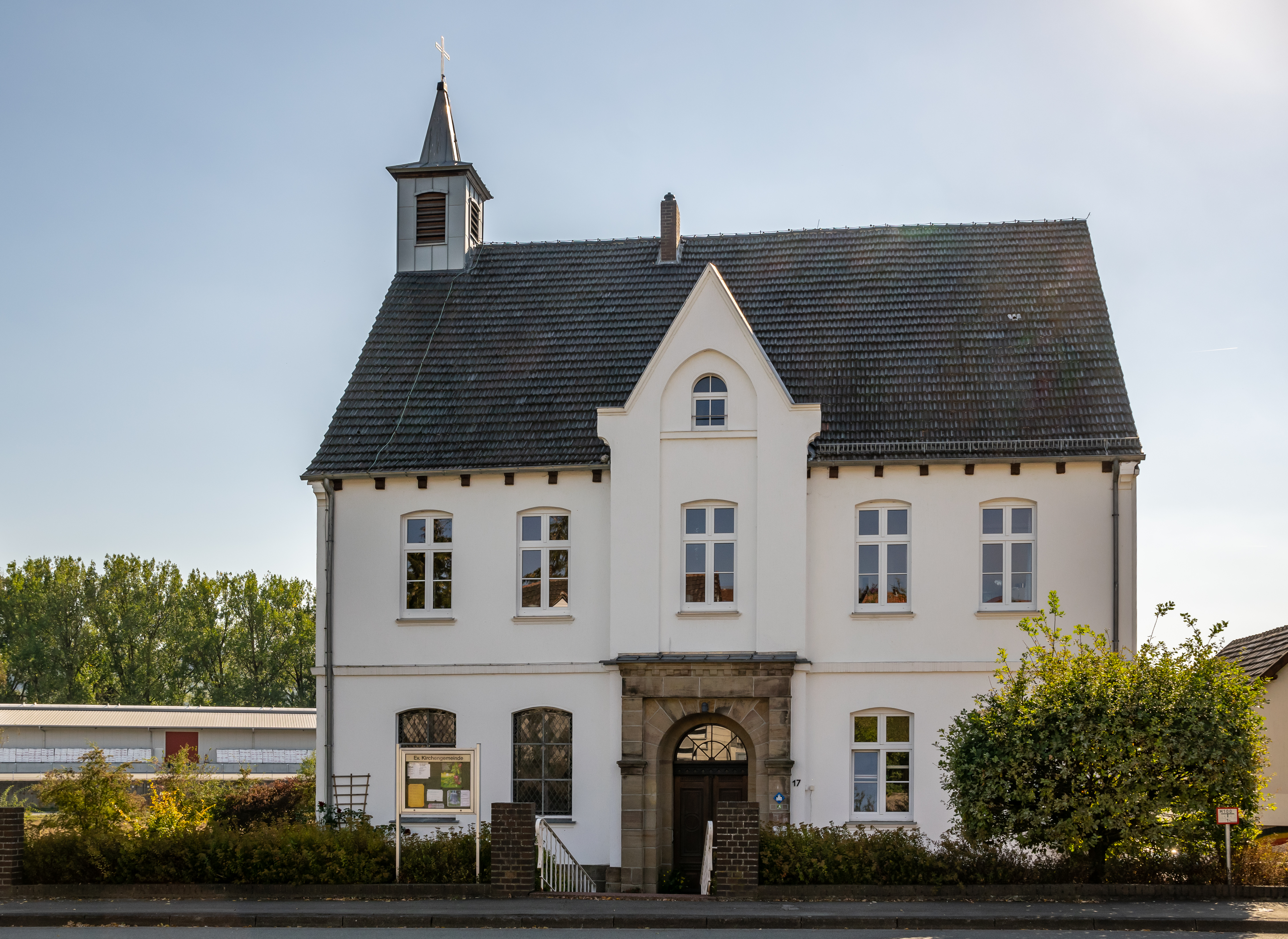
Kirchhaus Rimbeck

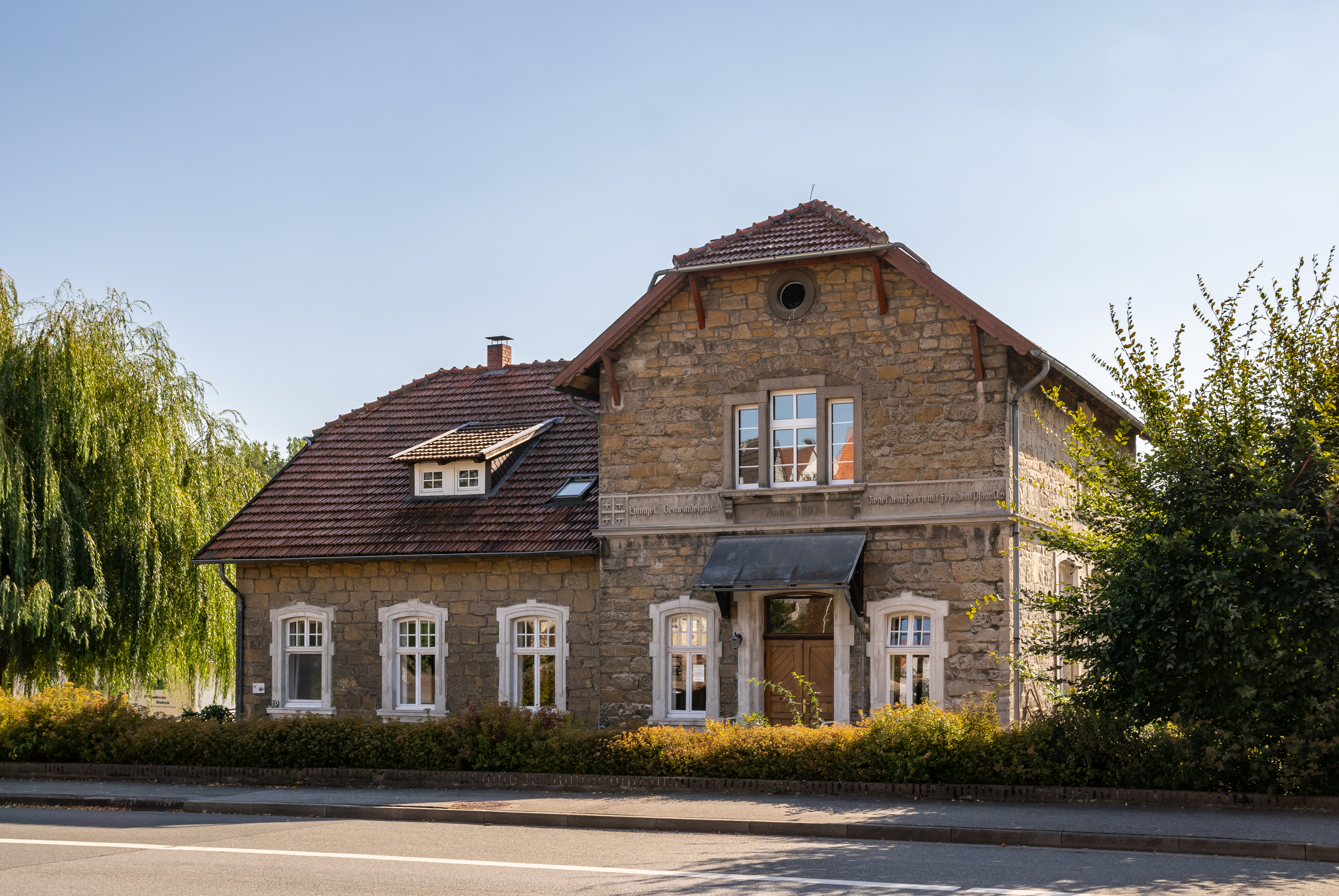
Evangelische Schule Rimbeck

Das Kirchhaus Rimbeck ist ein an der Scherfeder Straße im Ortsteil Rimbeck der Stadt Warburg im Kreis Höxter in Westfalen gelegener evangelischer Kirchenbau der Evangelischen Kirchengemeinde Scherfede-Rimbeck, die zum  Kirchenkreis Paderborn der Evangelischen Kirche von Westfalen gehört.

## Geschichte
Während die evangelische Minderheit der Region ihre Gottesdienste zunächst in der ehemaligen Klosterkirche St. Maria in vinea in der benachbarten Kreisstadt Warburg besuchte, ergab sich die Gründung der evangelischen Kirchengemeinde Scherfede-Rimbeck als eine unmittelbare Folge der Entwicklung des Ortes zum Eisenbahnknoten. Nachdem 1873 die Verlängerung der Obere Ruhrtalbahn fertiggestellt und 1876 der Anschluss an Bahnstrecke Holzminden–Scherfede hergestellt worden war, hatte der neuerrichtete Bahnhof Scherfede zunächst als gottesdienstlicher Versammlungsraum für die am Eisenbahnbau beschäftigten Bauarbeiter evangelischen Bekenntnisses aus Hessen und Waldeck gedient, bevor der Entschluss fiel, im benachbarten Rimbeck ein eigenes Kirchhaus zu errichten. 1877 erwarb die Gemeinde ein passendes Grundstück, die Grundsteinlegung für den Bau fand am 16. Juli 1879, seine Einweihung am 3. November 1880  statt. Der Bau erfolgte mit finanzieller Unterstützung des Gustav-Adolf-Vereins, dessen erklärte Zielsetzung die Errichtung protestantischer Kirchenbauten in katholisch dominierten Regionen war, und durch evangelische Gemeinden in Minden-Ravensberg, Magdeburg und Frankfurt am Main.
Das Kirchhaus wurde als ein reiner Backsteinbau errichtet, der erst zu einem späteren Zeitpunkt seinen Verputz erhielt. Da er von Anfang an auch zur Aufnahme einer evangelischen Schule gedacht war, so erhielt er  neben dem Bet- oder Kirchsaal und dem Schulraum auch die Pfarrers- und Lehrerswohnung. Erst 1903 sollte es zum Bau eines selbständigen Schulgebäudes mit Lehrerswohnung kommen. Das Kirchhaus selbst stellt einen zweigeschossigen Baukörper mit Satteldach, übergiebeltem Mittelrisalit und Giebeldachreiter dar, dem rückwärtig im Erdgeschoss das polygonale hervortretende Altarhaus des Betsaals angegliedert ist. Ausgestattet ist der Betsaal mit Gemälden in Anlehnung an das Bild Die Bergpredigt von Julius Schnorr von Carolsfeld.